# Protomystides hatsushimaensis
Protomystides hatsushimaensis är en ringmaskart som beskrevs av Michiya Miura 1988. Protomystides hatsushimaensis ingår i släktet Protomystides och familjen Phyllodocidae. Inga underarter finns listade i Catalogue of Life.